# Менандс
Менандс (на английски: Menands) е село в окръг Олбани, щат Ню Йорк, Съединени американски щати.
Разположено е на десния бряг на река Хъдсън, на 5 km северно от град Олбани. Населението му е 3946 души по приблизителна оценка от 2017 г.
В селото е роден политикът Джордж Дьокмеджиян (р. 1928).